# Antoni Szymański (nauczyciel)
Antoni Szymański (ur. 1 lutego 1904 w Inowrocławiu, zm. 16 marca 1993 we Wrocławiu) – nauczyciel wychowania fizycznego w polskich szkołach podstawowych, średnich i uczelniach wyższych.

## Życiorys
Syn Jana i Jadwigi z Orzechowskich, ukończył niemiecką szkołę w 1917, język polski poznając w domu m.in. na literaturze Sienkiewicza. Ukończywszy Państwowe Seminarium Nauczycielskie w Gnieźnie maturę zdał w tym mieście w 1923 roku W latach 1923–1938 był nauczycielem w szkołach powszechnych: najpierw w Gniewkowie w powiecie gnieźnieńskim, a po przeprowadzeniu się w 1928 na Górny Śląsk – w Knurowie, a później w Katowicach. W Centralnym Instytucie Wychowania Fizycznego w Warszawie w 1931 ukończył kwalifikacyjny kurs narciarski, a następnie, w 1933, w austriackiej szkole narciarskiej prof. Jannera; rok wcześniej, jeszcze w roku 1932, zdobył krajową Państwową Odznakę Sportową.
Działalność Antoniego Szymańskiego nie ograniczała się do sportów zimowych: sekcja piłki ręcznej klubu Pogoń Katowice powstała m.in. dzięki jego zaangażowaniu. 29 października 1938 r. zdobył dyplom Centralnego Instytutu Wychowania Fizycznego w Warszawie i 1 lutego 1939 rozpoczął pracę jako instruktor kuratoryjny wychowania fizycznego i sportu w Wydziale Oświecenia Publicznego województwa śląskiego, uzyskując w tym samym czasie dyplom nauczyciela szkół średnich.

Po wybuchu wojny pracował przez pewien czas jako kierowca, a później zatrudnił się w starostwie w Chełmie Lubelskim, gdzie wcześniej udało mu się przenieść ze Śląska swoją rodzinę. Pod koniec wojny, na przełomie zimy i wiosny 1945 trafił do Wielkopolski, i tam 8 marca uzyskał posadę kierownika szkoły powszechnej we wsi Owieczki. W lutym następnego roku znalazł się we Wrocławiu: najpierw pracował jako referent w Urzędzie Wojewódzkim (Wydział Wojskowy), kierownik Wojewódzkiego Ośrodka Kultury Fizycznej, naczelnik Wydziału Kultury Fizycznej oraz – do 30 kwietnia 1950 – naczelnik Wojewódzkiego Urzędu Kultury Fizycznej. Równocześnie z tymi obowiązkami związanymi z tworzeniem struktur administracyjnych od 1946 prowadził zajęcia dydaktyczne w zakresie piłki ręcznej, a od 1947 w zakresie narciarstwa w powstającym we Wrocławiu Studium Wychowania Fizycznego. W warszawskiej AWF studiował w latach 1948-1950, jednak dyplom uzyskał we Wrocławiu w przekształconej w 1950 ze Studium WF wrocławskiej Wyższej Szkole Wychowania Fizycznego; był także współzałożycielem reaktywowanej sekcji polskiej YMCA, należał też do organizatorów Dolnośląskiego Okręgowego Związku Piłki Ręcznej, którego został pierwszym prezesem.

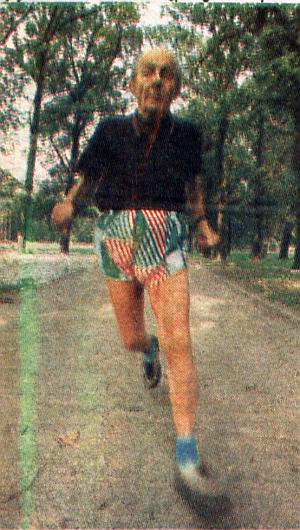
Antoni Szymański na trasie II Biegu Solidarności we Wrocławiu w 1991

Od roku 1950 przez 16 lat pełnił obowiązki kierownika Zakładu Teorii i Metodyki Zespołowych Gier Sportowych, w 1951 zorganizował i był pierwszym kierownikiem Studium Wychowania Fizycznego przy Wyższej Szkole Ekonomicznej we Wrocławiu; był dwukrotnie (w latach 1956-58 i 1960-1962) prodziekanem WSWF.
Dodatkowy fakultet – na Wydziale Filozoficzno-Historycznym Uniwersytetu Wrocławskiego – ukończył w 1961 r. uzyskując tytuł magistra pedagogiki; w 1965 r. otrzymał na poznańskim Uniwersytecie im. Adama Mickiewicza stopień naukowy doktora nauk humanistycznych. Podczas przekształceń organizacyjnych uczelni w 1966 objął kierownictwo Katedry (później, po kolejnych przekształceniach – Zakładu) Gier Sportowych w WSWF; po wydarzeniach marcowych odrzucono jego kandydaturę na stanowisko docenta pomimo zaawansowanej już wówczas rozprawy habilitacyjnej. Ostatecznie Szymański odszedł z uczelni w roku 1972.
Antoni Szymański jeszcze jako nauczyciel WF odnotowywał sukcesy trenowanej przez siebie młodzieży, m.in. w 1928 r. jego chłopcy uzyskali mistrzostwo Śląskiej Chorągwi Harcerskiej w piłce ręcznej. Później – w latach 1934/35 trenował zespół Pogoni Katowice zdobywając z nią dwukrotnie mistrzostwo Polski drużyn 11-osobowych. Biegał też na nartach, uprawiał zjazdy narciarskie, m.in. startował w reprezentacji Katowic w biegu zjazdowym, zajmując 55. miejsce na 120 startujących. Należał do rzadkiej kategorii szkoleniowców, którzy sami uprawiali tak szeroki wachlarz dyscyplin sportowych i mieli trenerskie doświadczenie z zespołami koszykówki, siatkówki, a głównie piłki ręcznej. We wszystkich tych dyscyplinach odnotował osiągnięcia: wprowadzał zespoły koszykarzy i piłkarzy ręcznych do II ligi, stworzył zespół piłkarzy ręcznych Śląska Wrocław i piłkarek ręcznych AZS AWF Wrocław. W latach 1951–1953 trenował reprezentację Polski w piłce ręcznej 11-osobowej kobiet i mężczyzn.
Antoni Szymański należał do najstarszych uczestników narciarskich Biegów Gwarków odbywanych w okolicach podwałbrzyskiego schroniska „Andrzejówka”: brał w nich udział od drugiego biegu (w 1979) aż do ukończenia 80 roku życia w 1984. W sierpniu 1991, w wieku 87 lat wziął udział w II Biegu Solidarności, rozgrywanym na dystansie 5 km po ulicach Wrocławia. Zmarł w 1993 r.; pochowany został na Cmentarzu Świętej Rodziny we Wrocławiu (pole 2).